# John Bone (cầu thủ bóng đá)
John Bone (11 tháng 7 năm 1932 – tháng 1 năm 2002) là một cầu thủ bóng đá người Anh thi đấu ở vị trí hậu vệ cho Sunderland.